# Amherst (Texas)
Amherst je město v okrese Lamb County ve státě Texas ve Spojených státech amerických. K roku 2010 zde žilo 721 obyvatel. S celkovou rozlohou 2,2 km² byla hustota zalidnění 330 obyvatel na km².